# Kekheretnebti

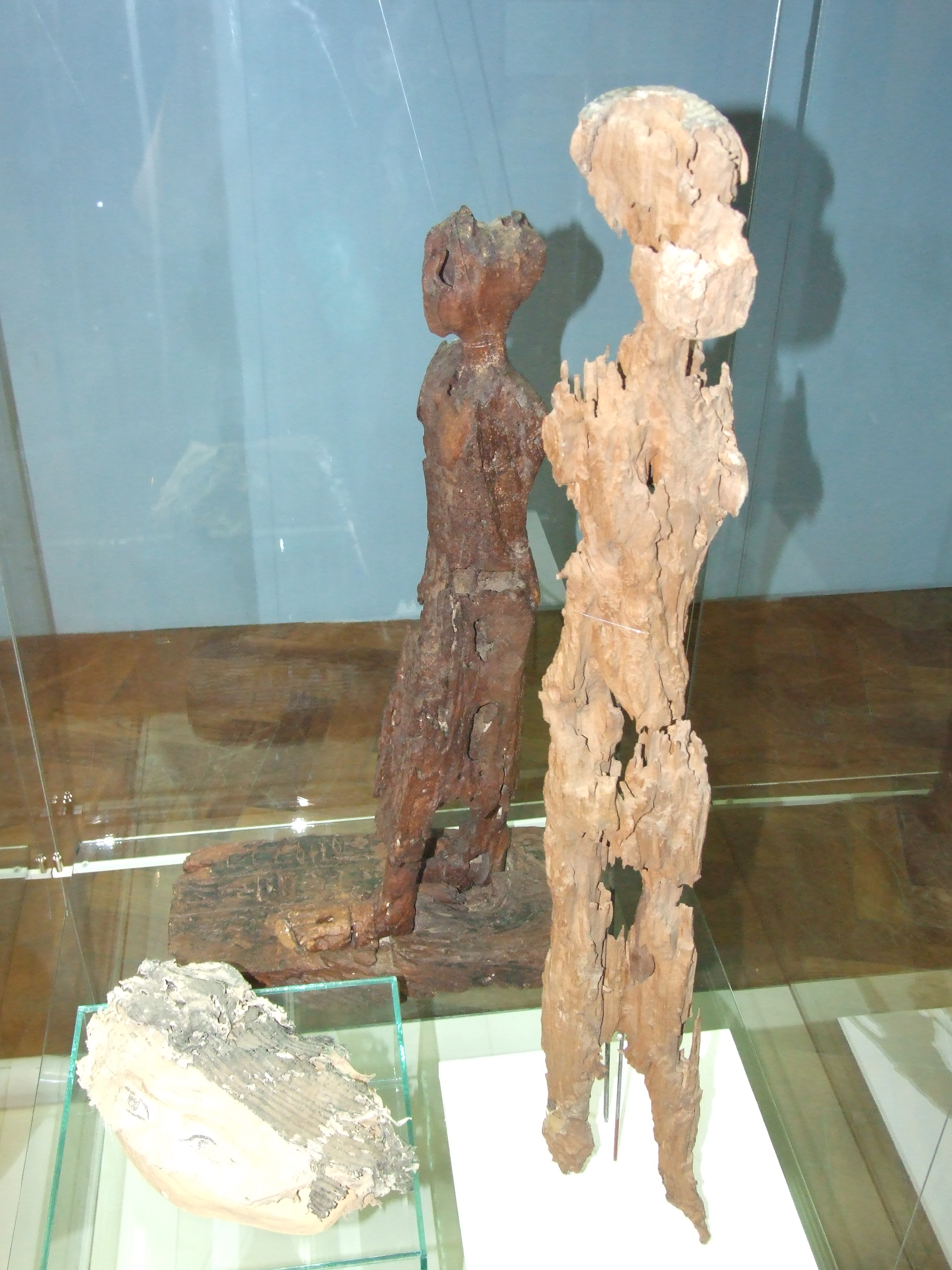
Bức tượng gỗ của Công chúa Khekeretnebti, được tìm thấy trong mastaba của Abousir - Bảo tàng Náprstek ở Prague

Kekheretnebti hay Khekeretnebty là một Công chúa Ai Cập, sống trong triều đại thứ năm. Cha bà là Pharaoh Djedkare Isesi.
Kekheretnebti đã được chôn cất trong một mastaba ('B') trong nghĩa địa hoàng gia ở Abusir, phía đông nam của ngôi đền chôn cất Niuserre. Bộ xương của bà cho thấy cô là một phụ nữ mảnh khảnh với độ tuổi 30-35 khi bà qua đời. Ban đầu mastaba chỉ thuộc về Kekheretnebti nhưng sau đó, ngôi mộ đã được xây dựng lại và mở rộng ở phía bắc để bao gồm một chôn cất thứ hai, đó là con gái của Kekheretnebti, Tisethor, người mới đến tuổi dậy thì.
Kekheretnebti là một người chị của công chúa Hedjetnebu, người được chôn cất trong một ngôi mộ gần đó. Việc kiểm tra bộ xương cho thấy hai chị em có một số điểm tương đồng và cả hai đều có liên quan rõ ràng với Djedkare Isesi. Bằng chứng khảo cổ học cho thấy ngôi mộ của Kekheretnebti được xây dựng đầu tiên, ngay sau đó là việc xây dựng lăng mộ của chị gái Hedjetnebu. Một người ghi chép cho những đứa trẻ hoàng gia tên Idu đã có một ngôi mộ được xây dựng một thời gian ngắn sau khi xây dựng lăng mộ cho các công chúa.

## Địa điểm chôn cất
Mastaba chôn cất của Kekheretnebti dài mười chín mét và rộng mười lăm mét và được xây dựng bằng đá vôi và gạch. Nó có một cửa duy nhất ở phía đông của nó cho phép truy cập vào một bộ các phòng được sắp xếp thành một hàng. Mặc dù đã bị cướp bóc bởi những kẻ cướp mộ trong thời cổ đại, nhưng khi khai quật, mastaba được tìm thấy được bảo quản tương đối tốt và ở những nơi vẫn có các khối lợp tại vị trí. Ngôi mộ bao gồm một antechamber, hai phòng cung cấp và một serdab trong đó có bức tượng tang lễ của công chúa. Việc trang trí phòng thi hành một cách vội vã, cắt thô tấm cửa giả và tranh tường kém chất lượng, bao gồm một bức tranh chưa hoàn thành của Kekheretnebti (ngồi trên ghế và ngắm thú hoang), dẫn đến giả định rằng cái chết của Kekheretnebti là bất ngờ.